# Pandemia de COVID-19 en Curazao
El primer caso de la pandemia del COVID-19 en Curazao fue reportado el 13 de marzo de 2020. Se trató de un hombre neerlandés que se contagió en los Países Bajos. Actualmente hay 7898 casos confirmados, 5214 recuperados y 33 fallecidos.

## Antecedentes
El 12 de enero de 2020, la Organización Mundial de la Salud (OMS) confirmó que un nuevo coronavirus fue la causa de una enfermedad respiratoria en un grupo de personas en la ciudad de Wuhan, provincia de Hubei, China, que se informó a la OMS el 31 de diciembre de 2019. 
La tasa de letalidad del COVID-19 ha sido mucho más baja que la del SARS de 2003, pero la transmisión ha sido mucho mayor, con un número total de muertes significativo.

## Cronología

### Marzo
El 13 de marzo de 2020, el primer ministro Eugene Rhuggenaath anunció el primer caso confirmado de coronavirus en el país: un hombre de 68 años que llegó de los Países Bajos y estaba de vacaciones en Curazao. 
| Casos de COVID-19 en Curazao Muertes Recuperaciones Casos activos marabrmayjunjulagosepoctnovÚltimos 15 días                                       | Casos de COVID-19 en Curazao Muertes Recuperaciones Casos activos marabrmayjunjulagosepoctnovÚltimos 15 días | Casos de COVID-19 en Curazao Muertes Recuperaciones Casos activos marabrmayjunjulagosepoctnovÚltimos 15 días | Casos de COVID-19 en Curazao Muertes Recuperaciones Casos activos marabrmayjunjulagosepoctnovÚltimos 15 días | Casos de COVID-19 en Curazao Muertes Recuperaciones Casos activos marabrmayjunjulagosepoctnovÚltimos 15 días |
| --- | --- | --- | --- | --- |
| Fecha | Fecha | | N.º de casos                                                                                                 | N.º de casos                                                                                                 |
| 2020-03-13 | 2020-03-13                                                                                                   | | 1(—) | 1(—) |
| 2020-03-14 | 2020-03-14                                                                                                   | | 2(+100%) | 2(+100%) |
| ⋮ | ⋮ | | 2(=) | 2(=) |
| 2020-03-18 | 2020-03-18                                                                                                   | | 2(=) | 2(=) |
| 2020-03-19 | 2020-03-19                                                                                                   | | 2(=) | 2(=) |
| 2020-03-20 | 2020-03-20                                                                                                   | | 3(+50%) | 3(+50%) |
| 2020-03-21 | 2020-03-21                                                                                                   | | 3(=) | 3(=) |
| 2020-03-22 | 2020-03-22                                                                                                   | | 4(+33%) | 4(+33%) |
| 2020-03-23 | 2020-03-23                                                                                                   | | 4(=) | 4(=) |
| 2020-03-24 | 2020-03-24                                                                                                   | | 6(+50%) | 6(+50%) |
| 2020-03-25 | 2020-03-25                                                                                                   | | 6(=) | 6(=) |
| 2020-03-26 | 2020-03-26                                                                                                   | | 7(+17%) | 7(+17%) |
| 2020-03-27 | 2020-03-27                                                                                                   | | 8(+14%) | 8(+14%) |
| 2020-03-28 | 2020-03-28                                                                                                   | | 9(+12%) | 9(+12%) |
| 2020-03-29 | 2020-03-29                                                                                                   | | 11(+22%) | 11(+22%) |
| 2020-03-30 | 2020-03-30                                                                                                   | | 11(=) | 11(=) |
| 2020-03-31 | 2020-03-31                                                                                                   | | 11(=) | 11(=) |
| 2020-04-01 | 2020-04-01                                                                                                   | | 11(=) | 11(=) |
| ⋮ | ⋮ | | 11(=) | 11(=) |
| 2020-04-04 | 2020-04-04                                                                                                   | | 11(=) | 11(=) |
| 2020-04-05 | 2020-04-05                                                                                                   | | 11(=) | 11(=) |
| 2020-04-06 | 2020-04-06                                                                                                   | | 13(+18%) | 13(+18%) |
| 2020-04-07 | 2020-04-07                                                                                                   | | 13(=) | 13(=) |
| 2020-04-08 | 2020-04-08                                                                                                   | | 14(+7,7%) | 14(+7,7%) |
| ⋮ | ⋮ | | 14(=) | 14(=) |
| 2020-04-11 | 2020-04-11                                                                                                   | | 14(=) | 14(=) |
| ⋮ | ⋮ | | 14(=) | 14(=) |
| 2020-04-14 | 2020-04-14                                                                                                   | | 14(=) | 14(=) |
| ⋮ | ⋮ | | 14(=) | 14(=) |
| 2020-04-18 | 2020-04-18                                                                                                   | | 14(=) | 14(=) |
| ⋮ | ⋮ | | 14(=) | 14(=) |
| 2020-04-24 | 2020-04-24                                                                                                   | | 16(+14%) | 16(+14%) |
| ⋮ | ⋮ | | 16(=) | 16(=) |
| 2020-04-29 | 2020-04-29                                                                                                   | | 16(=) | 16(=) |
| ⋮ | ⋮ | | 16(=) | 16(=) |
| 2020-05-07 | 2020-05-07                                                                                                   | | 16(=) | 16(=) |
| ⋮ | ⋮ | | 16(=) | 16(=) |
| 2020-05-23 | 2020-05-23                                                                                                   | | 17(+6,2%) | 17(+6,2%) |
| 2020-05-24 | 2020-05-24                                                                                                   | | 17(=) | 17(=) |
| 2020-05-25 | 2020-05-25                                                                                                   | | 18(+5,9%) | 18(+5,9%) |
| ⋮ | ⋮ | | 18(=) | 18(=) |
| 2020-05-28 | 2020-05-28                                                                                                   | | 19(+5,6%) | 19(+5,6%) |
| ⋮ | ⋮ | | 19(=) | 19(=) |
| 2020-06-01 | 2020-06-01                                                                                                   | | 20(+5,3%) | 20(+5,3%) |
| 2020-06-02 | 2020-06-02                                                                                                   | | 20(=) | 20(=) |
| 2020-06-03 | 2020-06-03                                                                                                   | | 21(+5%) | 21(+5%) |
| 2020-06-04 | 2020-06-04                                                                                                   | | 21(=) | 21(=) |
| 2020-06-05 | 2020-06-05                                                                                                   | | 21(=) | 21(=) |
| ⋮ | ⋮ | | 21(=) | 21(=) |
| 2020-06-10 | 2020-06-10                                                                                                   | | 22(+4,8%) | 22(+4,8%) |
| ⋮ | ⋮ | | 22(=) | 22(=) |
| 2020-06-15 | 2020-06-15                                                                                                   | | 22(=) | 22(=) |
| 2020-06-16 | 2020-06-16                                                                                                   | | 23(+4,5%) | 23(+4,5%) |
| ⋮ | ⋮ | | 23(=) | 23(=) |
| 2020-07-01 | 2020-07-01                                                                                                   | | 25(+8,7%) | 25(+8,7%) |
| ⋮ | ⋮ | | 25(=) | 25(=) |
| 2020-07-09 | 2020-07-09                                                                                                   | | 25(=) | 25(=) |
| ⋮ | ⋮ | | 25(=) | 25(=) |
| 2020-07-15 | 2020-07-15                                                                                                   | | 26(+4%) | 26(+4%) |
| 2020-07-16 | 2020-07-16                                                                                                   | | 27(+3,8%) | 27(+3,8%) |
| 2020-07-17 | 2020-07-17                                                                                                   | | 28(+3,7%) | 28(+3,7%) |
| ⋮ | ⋮ | | 28(=) | 28(=) |
| 2020-07-20 | 2020-07-20                                                                                                   | | 28(=) | 28(=) |
| ⋮ | ⋮ | | 28(=) | 28(=) |
| 2020-07-24 | 2020-07-24                                                                                                   | | 29(+3,6%) | 29(+3,6%) |
| 2020-07-25 | 2020-07-25                                                                                                   | | 29(=) | 29(=) |
| 2020-07-26 | 2020-07-26                                                                                                   | | 29(=) | 29(=) |
| ⋮ | ⋮ | | 29(=) | 29(=) |
| 2020-08-05 | 2020-08-05                                                                                                   | | 31(+6,9%) | 31(+6,9%) |
| 2020-08-06 | 2020-08-06                                                                                                   | | 31(=) | 31(=) |
| ⋮ | ⋮ | | 31(=) | 31(=) |
| 2020-08-10 | 2020-08-10                                                                                                   | | 32(+3,2%) | 32(+3,2%) |
| ⋮ | ⋮ | | 32(=) | 32(=) |
| 2020-08-14 | 2020-08-14                                                                                                   | | 33(+3,1%) | 33(+3,1%) |
| 2020-08-15 | 2020-08-15                                                                                                   | | 34(+3%) | 34(+3%) |
| 2020-08-16 | 2020-08-16                                                                                                   | | 34(=) | 34(=) |
| 2020-08-17 | 2020-08-17                                                                                                   | | 36(+5,9%) | 36(+5,9%) |
| 2020-08-18 | 2020-08-18                                                                                                   | | 36(=) | 36(=) |
| 2020-08-19 | 2020-08-19                                                                                                   | | 35(−2,8%) | 35(−2,8%) |
| 2020-08-20 | 2020-08-20                                                                                                   | | 37(+5,7%) | 37(+5,7%) |
| 2020-08-21 | 2020-08-21                                                                                                   | | 37(=) | 37(=) |
| 2020-08-22 | 2020-08-22                                                                                                   | | 39(+5,4%) | 39(+5,4%) |
| 2020-08-23 | 2020-08-23                                                                                                   | | 43(+10%) | 43(+10%) |
| 2020-08-24 | 2020-08-24                                                                                                   | | 47(+9,3%) | 47(+9,3%) |
| 2020-08-25 | 2020-08-25                                                                                                   | | 49(+4,3%) | 49(+4,3%) |
| 2020-08-26 | 2020-08-26                                                                                                   | | 53(+8,2%) | 53(+8,2%) |
| 2020-08-27 | 2020-08-27                                                                                                   | | 55(+3,8%) | 55(+3,8%) |
| 2020-08-28 | 2020-08-28                                                                                                   | | 62(+13%) | 62(+13%) |
| 2020-08-29 | | | | |
| 2020-08-30 | 2020-08-30                                                                                                   | | 67(—) | 67(—) |
| 2020-08-31 | 2020-08-31                                                                                                   | | 69(+3%) | 69(+3%) |
| 2020-09-01 | 2020-09-01                                                                                                   | | 71(+2,9%) | 71(+2,9%) |
| 2020-09-02 | 2020-09-02                                                                                                   | | 75(+5,6%) | 75(+5,6%) |
| 2020-09-03 | 2020-09-03                                                                                                   | | 78(+4%) | 78(+4%) |
| 2020-09-04 | | | | |
| 2020-09-05 | 2020-09-05                                                                                                   | | 88(—) | 88(—) |
| 2020-09-06 | 2020-09-06                                                                                                   | | 92(+4,5%) | 92(+4,5%) |
| 2020-09-07 | 2020-09-07                                                                                                   | | 102(+11%) | 102(+11%) |
| 2020-09-08 | 2020-09-08                                                                                                   | | 107(+4,9%)                                                                                                   | 107(+4,9%)                                                                                                   |
| 2020-09-09 | 2020-09-09                                                                                                   | | 116(+8,4%)                                                                                                   | 116(+8,4%)                                                                                                   |
| 2020-09-10 | 2020-09-10                                                                                                   | | 131(+13%) | 131(+13%) |
| 2020-09-11 | 2020-09-11                                                                                                   | | 135(+3,1%)                                                                                                   | 135(+3,1%)                                                                                                   |
| 2020-09-12 | 2020-09-12                                                                                                   | | 145(+7,4%)                                                                                                   | 145(+7,4%)                                                                                                   |
| 2020-09-13 | 2020-09-13                                                                                                   | | 157(+8,3%)                                                                                                   | 157(+8,3%)                                                                                                   |
| 2020-09-14 | 2020-09-14                                                                                                   | | 161(+2,5%)                                                                                                   | 161(+2,5%)                                                                                                   |
| 2020-09-15 | 2020-09-15                                                                                                   | | 169(+5%) | 169(+5%) |
| 2020-09-16 | 2020-09-16                                                                                                   | | 192(+14%) | 192(+14%) |
| 2020-09-17 | 2020-09-17                                                                                                   | | 210(+9,4%)                                                                                                   | 210(+9,4%)                                                                                                   |
| 2020-09-18 | 2020-09-18                                                                                                   | | 228(+8,6%)                                                                                                   | 228(+8,6%)                                                                                                   |
| 2020-09-19 | 2020-09-19                                                                                                   | | 247(+8,3%)                                                                                                   | 247(+8,3%)                                                                                                   |
| 2020-09-20 | 2020-09-20                                                                                                   | | 268(+8,5%)                                                                                                   | 268(+8,5%)                                                                                                   |
| 2020-09-21 | 2020-09-21                                                                                                   | | 282(+5,2%)                                                                                                   | 282(+5,2%)                                                                                                   |
| 2020-09-22 | 2020-09-22                                                                                                   | | 291(+3,2%)                                                                                                   | 291(+3,2%)                                                                                                   |
| 2020-09-23 | 2020-09-23                                                                                                   | | 301(+3,4%)                                                                                                   | 301(+3,4%)                                                                                                   |
| 2020-09-24 | 2020-09-24                                                                                                   | | 315(+4,7%)                                                                                                   | 315(+4,7%)                                                                                                   |
| 2020-09-25 | 2020-09-25                                                                                                   | | 329(+4,4%)                                                                                                   | 329(+4,4%)                                                                                                   |
| 2020-09-26 | 2020-09-26                                                                                                   | | 337(+2,4%)                                                                                                   | 337(+2,4%)                                                                                                   |
| 2020-09-27 | 2020-09-27                                                                                                   | | 360(+6,8%)                                                                                                   | 360(+6,8%)                                                                                                   |
| 2020-09-28 | 2020-09-28                                                                                                   | | 364(+1,1%)                                                                                                   | 364(+1,1%)                                                                                                   |
| 2020-09-29 | 2020-09-29                                                                                                   | | 370(+1,6%)                                                                                                   | 370(+1,6%)                                                                                                   |
| 2020-09-30 | 2020-09-30                                                                                                   | | 392(+5,9%)                                                                                                   | 392(+5,9%)                                                                                                   |
| 2020-10-01 | 2020-10-01                                                                                                   | | 399(+1,8%)                                                                                                   | 399(+1,8%)                                                                                                   |
| 2020-10-02 | 2020-10-02                                                                                                   | | 411(+3%) | 411(+3%) |
| 2020-10-03 | 2020-10-03                                                                                                   | | 429(+4,4%)                                                                                                   | 429(+4,4%)                                                                                                   |
| 2020-10-04 | 2020-10-04                                                                                                   | | 452(+5,4%)                                                                                                   | 452(+5,4%)                                                                                                   |
| 2020-10-05 | 2020-10-05                                                                                                   | | 462(+2,2%)                                                                                                   | 462(+2,2%)                                                                                                   |
| 2020-10-06 | 2020-10-06                                                                                                   | | 476(+3%) | 476(+3%) |
| 2020-10-07 | 2020-10-07                                                                                                   | | 505(+6,1%)                                                                                                   | 505(+6,1%)                                                                                                   |
| 2020-10-08 | 2020-10-08                                                                                                   | | 532(+5,3%)                                                                                                   | 532(+5,3%)                                                                                                   |
| 2020-10-09 | 2020-10-09                                                                                                   | | 549(+3,2%)                                                                                                   | 549(+3,2%)                                                                                                   |
| 2020-10-10 | 2020-10-10                                                                                                   | | 571(+4%) | 571(+4%) |
| 2020-10-11 | 2020-10-11                                                                                                   | | 583(+2,1%)                                                                                                   | 583(+2,1%)                                                                                                   |
| 2020-10-12 | 2020-10-12                                                                                                   | | 585(+0,34%)                                                                                                  | 585(+0,34%)                                                                                                  |
| 2020-10-13 | 2020-10-13                                                                                                   | | 619(+5,8%)                                                                                                   | 619(+5,8%)                                                                                                   |
| 2020-10-14 | 2020-10-14                                                                                                   | | 645(+4,2%)                                                                                                   | 645(+4,2%)                                                                                                   |
| 2020-10-15 | 2020-10-15                                                                                                   | | 673(+4,3%)                                                                                                   | 673(+4,3%)                                                                                                   |
| 2020-10-16 | 2020-10-16                                                                                                   | | 698(+3,7%)                                                                                                   | 698(+3,7%)                                                                                                   |
| 2020-10-17 | 2020-10-17                                                                                                   | | 715(+2,4%)                                                                                                   | 715(+2,4%)                                                                                                   |
| 2020-10-18 | 2020-10-18                                                                                                   | | 744(+4,1%)                                                                                                   | 744(+4,1%)                                                                                                   |
| 2020-10-19 | 2020-10-19                                                                                                   | | 751(+0,94%)                                                                                                  | 751(+0,94%)                                                                                                  |
| 2020-10-20 | 2020-10-20                                                                                                   | | 759(+1,1%)                                                                                                   | 759(+1,1%)                                                                                                   |
| 2020-10-21 | 2020-10-21                                                                                                   | | 785(+3,4%)                                                                                                   | 785(+3,4%)                                                                                                   |
| 2020-10-22 | 2020-10-22                                                                                                   | | 804(+2,4%)                                                                                                   | 804(+2,4%)                                                                                                   |
| 2020-10-23 | 2020-10-23                                                                                                   | | 818(+1,7%)                                                                                                   | 818(+1,7%)                                                                                                   |
| 2020-10-24 | 2020-10-24                                                                                                   | | 837(+2,3%)                                                                                                   | 837(+2,3%)                                                                                                   |
| 2020-10-25 | 2020-10-25                                                                                                   | | 858(+2,5%)                                                                                                   | 858(+2,5%)                                                                                                   |
| 2020-10-26 | 2020-10-26                                                                                                   | | 873(+1,7%)                                                                                                   | 873(+1,7%)                                                                                                   |
| 2020-10-27 | 2020-10-27                                                                                                   | | 884(+1,3%)                                                                                                   | 884(+1,3%)                                                                                                   |
| 2020-10-28 | 2020-10-28                                                                                                   | | 903(+2,1%)                                                                                                   | 903(+2,1%)                                                                                                   |
| 2020-10-29 | 2020-10-29                                                                                                   | | 944(+4,5%)                                                                                                   | 944(+4,5%)                                                                                                   |
| 2020-10-30 | 2020-10-30                                                                                                   | | 958(+1,5%)                                                                                                   | 958(+1,5%)                                                                                                   |
| 2020-10-31 | 2020-10-31                                                                                                   | | 970(+1,3%)                                                                                                   | 970(+1,3%)                                                                                                   |
| 2020-11-01 | 2020-11-01                                                                                                   | | 987(+1,8%)                                                                                                   | 987(+1,8%)                                                                                                   |
| 2020-11-02 | 2020-11-02                                                                                                   | | 995(+0,81%)                                                                                                  | 995(+0,81%)                                                                                                  |
| 2020-11-03 | 2020-11-03                                                                                                   | | 1000(+0,5%)                                                                                                  | 1000(+0,5%)                                                                                                  |
| 2020-11-04 | 2020-11-04                                                                                                   | | 1021(+2,1%)                                                                                                  | 1021(+2,1%)                                                                                                  |
| 2020-11-05 | 2020-11-05                                                                                                   | | 1030(+0,88%)                                                                                                 | 1030(+0,88%)                                                                                                 |
| Data sourced from Government of Curaçao at Facebook Facebook stopped updating COVID-19 info on 16 June. Data for the remainder of June are missing | | | | |

Tras el anuncio, el país anunció que se interrumpirían todos los vuelos procedentes de Europa . 
El 18 de marzo de 2020 falleció el primer caso diagnosticado en el país (un holandés de 68 años) en el Centro Médico de Curazao. Otros dos casos seguían siendo tratados hasta el día 23. 
El 27 de marzo de 2020, se anunció que un empleado del laboratorio del Centro Médico de Curazao había dado positivo. No había estado en contacto con pacientes. Como medida de precaución, nueve de sus colegas directos habían sido puestos en cuarentena.

### Abril
El 8 de abril de 2020, se anunció que las damas del gran burdel regulado al aire libre llamado "Le Mirage" o "Campo Alegre" podían ser repatriadas. Sin embargo, muchas temían perder sus ingresos.
El 9 de abril de 2020, Raymond Knops , ministro holandés del Interior y Relaciones del Reino, ofreció a Curazao un préstamo de emergencia de 90 millones de euros. 
El 11 de abril de 2020, se enviaron desde los Países Bajos suministros médicos, incluidas 12 camas de UCI. Este envío aumentó el número de camas de UCI a 50. 
El 13 de abril de 2020, Karel Doorman fue enviada desde Den Helder para ayudar con la ayuda alimentaria, el control fronterizo y el orden público. Se estableció un punto de coordinación en Martinica para coordinar los controles fronterizos del Caribe Neerlandés, Francia y Reino Unido.
El 15 de abril de 2020, Suzanne Camelia-Römer, Ministra de Salud, anunció que los Países Bajos enviarían a Curazao 82 trabajadores de la salud estadounidenses pagados por el gobierno holandés y que el gobierno de Curazao había contratado a 28 trabajadores de la salud de Cuba. 
El 17 de abril de 2020, el gobierno anunció un programa de apoyo financiero para empresas, empleados y desempleados. 
El 18 de abril de 2020, el Dr. Izzy Gerstenbluth anunció que se habían realizado 286 pruebas y que se había repatriado a 1.500 personas. Se está planificando una relajación de las medidas paso a paso. 
El 21 de abril de 2020, algunas tiendas pueden abrir para entrega y las playas abren entre las 06:00 y las 09:00. 
El 23 de abril de 2020, se anuncia que todos los desempleados o subempleados recibirán un pase de alimentación. La cantidad varía entre 150 y 450 florines . 
Los migrantes no registrados, principalmente de Venezuela, son elegibles para paquetes de alimentos, pero no reciben apoyo monetario, si se registran. 
El 24 de abril de 2020, se anunció que había 16 casos positivos. Un trabajador sanitario estadounidense que dio positivo antes de abordar un avión decidió volar de todos modos. Curazao, Aruba y los Países Bajos decidieron devolver a los trabajadores sanitarios estadounidenses por incumplimiento de contrato. 
El 28 de abril de 2020, el Consulado de los Estados Unidos organizó un vuelo de repatriación el 10 de mayo para los ciudadanos estadounidenses varados en Aruba, Bonaire y Curazao. El avión partió del Aeropuerto Internacional Queen Beatrix en Aruba y se dirigió al Aeropuerto Internacional de Hollywood en Fort Lauderdale . 
El 29 de abril de 2020, 500 estudiantes de Curazao que vivían en los Países Bajos solicitaron a los gobiernos de Curazao y los Países Bajos la repatriación. Los estudiantes ya no tenían una sedula, que es un estatus de residencia permanente, y por lo tanto no eran elegibles para los vuelos de reparación que se habían realizado.  El 30 de abril, Zita Jesus-Leito, Ministra de Tránsito y Transporte, anunció que la repatriación no era posible hasta al menos el 10 de mayo.

### Mayo
El 6 de mayo, se anuncia que habrá un vuelo de repatriación para los viajeros varados de los Países Bajos y Europa. 

### Junio
El 9 de junio, el Dr. Izzy Gerstenbluth dijo que abrir las fronteras el 1 de julio para los viajeros y turistas de los Países Bajos era manejable, pero que los estadounidenses eran un gran riesgo. A turistas y viajeros de Bélgica y Alemania también se les permitió viajar sin cuarentena. 

### Julio
El 9 de julio, el Dr. Izzy Gerstenbluth anunció que no había más infecciones activas en la isla. 
El 15 de julio se descubrió un caso noticioso. 

### Agosto
El 6 de agosto, todos los casos se resolvieron y no hubo casos activos. 
El 10 de agosto se descubrió un nuevo caso. Un miembro de la tripulación que ya estaba en cuarentena dio positivo. 
El 19 de agosto, el recuento de casos se redujo a 35, porque uno de los nuevos casos examinados era un miembro de la tripulación que había sido examinado previamente.

## Medidas preventivas
El 15 de marzo de 2020, se anunció que se habían suspendido todos los viajes desde Europa.
El 16 de marzo de 2020, se suspendieron todos los vuelos internacionales. Todas las reuniones con 10 o más personas están prohibidas. Se pide a las personas que se refugien en el lugar. 
El 17 de marzo de 2020, todas las escuelas cerraron.  A partir del 4 de mayo, se reabrirá la guardería y los estudiantes de secundaria en su último año se reanudarán el 18 de mayo.  El 11 de mayo, las escuelas pueden abrir después de una inspección y aprobación.  A partir del 1 de junio, todas las escuelas volverán a abrir.
El 30 de marzo de 2020, se ordenó a todos que se quedaran en casa. 
El 1 de abril de 2020, se anunció que los vehículos solo estarán permitidos en la carretera en días específicos dependiendo de su matrícula, y que todos los domingos habrá un bloqueo completo sin que nadie salga. 
A partir del 4 de mayo de 2020, algunas empresas pueden reabrir bajo condiciones estrictas. 
A partir del 8 de mayo de 2020 en adelante, se levantará el refugio en el lugar, las empresas pueden reabrir, los restaurantes y bares permanecen solo para llevar y están prohibidas las reuniones de más de 25 personas.  También se levantará la restricción de la matrícula del día. 
A partir del 22 de mayo, el toque de queda se ha reducido de las 00:00 a las 06:00. Está permitido comer en restaurantes y cafeterías y pueden estar abiertos hasta las 22:00. Los casinos pueden reabrirse. 
A partir del 12 de junio, los viajes entre Curazao y las islas BES ( Bonaire , St. Eustatius y Saba ) serán posibles sin cuarentena. El 15 de junio se agregarán Sint Maarten / Saint Martin y Aruba . 
A partir del 1 de julio, Curazao abrirá sus fronteras con la Unión Europea . 

## Disturbios de austeridad del 24 de junio
La pandemia del COVID-19 resultó en medidas de austeridad. Curazao tuvo que imponer recortes de gastos para poder recibir ayuda adicional de los Países Bajos. Como parte del paquete de austeridad, el Gobierno de Curazao anunció un recorte del 12,5% en los beneficios para los funcionarios públicos. Debido a la pandemia, 80.000 personas, aproximadamente la mitad de la población, dependen de la ayuda alimentaria. En junio hubo varias manifestaciones y los manifestantes habían cerrado el Puente Reina Juliana . 
El 24 de junio, un grupo de funcionarios públicos, a los que se unieron los recolectores de residuos de Selikor que enfrentaron el despido como parte de los recortes, marcharon a Fort Amsterdam , donde se encuentra el gobierno, y exigieron hablar con el primer ministro Eugene Rhuggenaath  La manifestación se convirtió en un motín durante el cual la policía despejó la plaza frente a Fort Amsterdam  con gas lacrimógeno.  El centro de la ciudad de Willemstad fue posteriormente saqueado.  48 personas han sido arrestadas,  los distritos de la ciudad de Punda y Otrobandafueron puestos bajo llave hasta el 25 de junio a las 05:00. Se había anunciado un toque de queda general desde las 20:30 hasta las 06:00. Mauricio Samba, el Jefe de Policía, renunció porque no protegió los edificios gubernamentales.  La noche fue inquieta con varios edificios abandonados incendiados,  igual que el día siguiente,  sin embargo, el toque de queda no se extenderá a partir del 25 de junio.